# Октябрьское (Шортандинский район)
Октябрьское (каз. Октябрьское) — село в Шортандинском районе Акмолинской области Казахстана. Входит в состав Андреевского сельского округа. Код КАТО — 116833800.

## География
Село расположено на берегу реки Колутон, в западной части района, на расстоянии примерно 43 километров (по прямой) к западу от административного центра района — посёлка Шортанды, в 3 километрах к северо-западу от административного центра сельского округа — села Андреевка.
Абсолютная высота — 308 метров над уровнем моря.
Ближайшие населённые пункты: село Андреевка — на юго-востоке, село Камышенка — на западе, село Пригородное — на северо-западе.
Близ села проходит автодорога областного значения — КС-4 «Жолымбет — Шортанды — Пригородное».

## Население
В 1989 году население села составляло 591 человек (из них немцы — 43%, русские — 35%).

В 1999 году население села составляло 463 человека (238 мужчин и 225 женщин). По данным переписи 2009 года, в селе проживало 319 человек (156 мужчин и 163 женщины).
| Численность населения | Численность населения | Численность населения |
| 1989                  | 1999                  | 2009                  |
| --------------------- | --------------------- | --------------------- |
| 591                   | ↘463                  | ↘319                  |

## Инфраструктура
В селе функционируют:
- 2 магазина,
- общественная баня,
- ТОО СХП «Октябрьское»,
- основная школа
- медицинский пункт
- сельский клуб

## Улицы[7]
- ул. Абая Кунанбаева
- ул. Достык
- ул. Жастар
- ул. Жулдыз
- ул. Мухтара Ауэзова
- ул. Олжаса Сулейманова
- ул. Сакена Сейфуллина
- ул. Шокана Уалиханова
- ул. Ыбырая Алтынсарина